# Muireann Nic Amhlaoibh
 (juillet 2024).
Si vous disposez d'ouvrages ou d'articles de référence ou si vous connaissez des sites web de qualité traitant du thème abordé ici, merci de compléter l'article en donnant les références utiles à sa vérifiabilité et en les liant à la section « Notes et références ».
Muireann Nic Amhlaoibh (née en 1978) est une musicienne et chanteuse irlandaise du comté de Kerry, Irlande. Elle est la vocaliste principale du groupe de musique traditionnelle irlandaise Danú. Son nom se prononce MWI-ren Nik-AWL-iv.

## Biographie
Née en 1978, Muireann Nic Amhlaoibh a grandi à Dún Chaoin, au comté de Kerry, ainsi qu'à Inis Oírr, la plus petite des îles d'Aran, et à l'île de Cléire, une autre petite île située au large de la côte du comté de Cork. Ces communautés sont toutes trois des Gaeltachts (régions où l'on parle quotidiennement la langue irlandaise), et la première langue de Muireann Nic Amhlaoibh est la langue irlandaise. Cela a par la suite influencé sa carrière, du fait d'avoir été dès son plus jeune âge baignée dans la tradition du chant irlandais, en particulier le sean nós. Elle a débuté très tôt par le piano et le fiddle, avant de se tourner vers le whistle puis finalement la flûte. Elle a aussi très tôt accompagné lors de sessions son père, le  joueur de fiddle traditionnel irlandais Feargal Mac Amhlaoibh. Lorsque Muireann Nic Amhlaoibh a déménagé dans le Gealtacht du Ouest-Kerry, elle est entrée au National folk theatre of Ireland, Siamsa Tíre. Pendant les six années passées avec eux, elle a participé aux plus importantes représentations, tout en développant sa technique de chant, apprenant auprès de chanteurs et chanteuses tels que The Begley Family, Áine Ní Laoithe et Eilín Ní Chearna, gagnant leur influence. Elle a passé quatre années à Dublin durant lesquelles elle a étudié les beaux-arts au Dun Laoghaire Institute of Art, Design and Technology, où elle a obtenu son diplôme. Elle a ensuite étudié à l'université de Limerick, récompensée par un master en musique traditionnelle,, où elle sera ultérieurement professeur de flûte et chant.

## Enregistrements
On trouve le premier enregistrement de Muireann Nic Amhlaoibh sur un CD de musique et chant traditionnels irlandais, celui de Geantraí, un groupe qui a présenté un spectacle du même nom au Skelling Hotel, à Dingle. Elle a également collaboré sur un certain nombre d'albums comme The Crooked Road de William Coulter, Cello de Barry Philipps, et sur de nombreuses compilations. Une des exigences de son master en musique traditionnelle étant l'enregistrement d'un album, Muireann Nic Amhlaoibh a sorti son album solo Réalt na Maidine/Morning Star, distribué en édition limitée, principalement localement à Dingle, mais quelques disques ont été vendus aux États-Unis et en Europe.
L'arrivée de Muireann Nic Amhlaoibh au sein du groupe de musique traditionnelle Danú en 2003 marque un nouveau départ dans sa carrière musicale. Ciarán O Gealbháin, membre fondateur et chanteur du groupe, quitte Danú en 2003, et Muireann Nic Amhloibh le remplace en tant que chanteuse et joueuse de flûte, jouant donc occasionnellement aux côtés de Tom Doorley, également flûtiste du groupe. Elle enregistre son premier album avec Danú en 2003, The Road Less Travelled (l'album a pour titre aux États-Unis  Traveled). Cette association avec ce groupe est un succès. Danú enregistre un album de solos en 2004, Up In The Air, dans lequel elle chante et joue sur trois morceaux. L'année 2005 voit la sortie de l'album When All is Said and Done. Elle participe au projet Hands Across the Water, un album dans lequel collaborent une douzaine de musiciens et chanteurs les plus talentueux, et dont les bénéfices des ventes sont reversés aux victimes du tsunami en Asie du sud-est. Elle sort son album solo majeur en 2006, Daybreak/Fáinne an Lae, où figurent des musiciens tels que Oisín Mc Auley et Éamonn Doorley de Danú, Gerry O Beirne, et John Doyle du groupe Solas.
Elle apparaît régulièrement dans des programmes de la télévision, parmi lesquels The Highland Sessions, une émission sur les musiques irlandaise et écossaise, diffusée sur BBC Four ; d'autres apparitions sont à noter à la télévision, comme dans The Late Late Show, Amuigh Faoin Spéir de Éamonn de Buitléir, The History of Irish Dance, Léargas, et An Ghaeilge Bheo. À la radio, on peut l'entendre dans Rattlebag and The Late Session avec Aine Hensey sur RTE, et An Saol ó Dheas sur RTÉ Raidió na Gaeltachta. 
En 2008, elle enregistre Dual (en), un album consacré à la langue irlandaise et la langue écossaise, avec Julie Fowlis, Eamonn Doorley (Danú) et Ross Martin, afin de montrer les ressemblances et différences entre les deux cultures, irlandaise et écossaise. Dual sort en octobre 2008, comprenant notamment des gigues, des polkas et des pièces narratives du XIIe siècle,,.
En 2016, Muireann enregistre le single Bealtaine en tant que l'une des deux membres du duo Aeons, à côté de Pádraig Rynne. Ils procèdent à l'enregistrement d'un autre single, An Fhuil, un peu plus tard la même année, et ils sortent un premier album, Fís, en mai 2018,,.

## Discographie
Albums
- Morning Star/Réalt na Maidine (2002)
- Daybreak/Fáinne an Lae (2006)
- Dual (2008 - with Julie Fowlis)
- Foxglove & Fuschia (2017)

Avec Danú
- The Road Less Travelled (2003)
- Up In The Air (2004)
- When All Is Said and Done (2005)
- One Night Stand (DVD) (2005)

Avec Aeons
- Fís (2018)